# Opistognathus galapagensis
Opistognathus galapagensis är en fiskart som beskrevs av Allen och Robertson, 1991. Opistognathus galapagensis ingår i släktet Opistognathus och familjen Opistognathidae. IUCN kategoriserar arten globalt som livskraftig. Inga underarter finns listade i Catalogue of Life.